# Метаборат натрия
Метаборат натрия — неорганическое вещество, соль щелочного металла натрия и метаборной кислоты с формулой NaBO2. Бесцветные кристаллы. Образует кристаллогидраты.
Торговые названия: Кодалк, Кодальк (США, Eastman Kodak).

## Получение
- Сплавление бора с едким натром в присутствии кислорода:

{\displaystyle {\mathsf {4B+4NaOH+3O_{2}{\xrightarrow[{}]{250^{o}C}}4NaBO_{2}+2H_{2}O}}}
- Сплавление тетрабората натрия с едким натром:

{\displaystyle {\mathsf {Na_{2}B_{4}O_{7}+2NaOH{\xrightarrow {700^{o}C}}4NaBO_{2}+H_{2}O}}}
- Термическим разложением тетрагидроксобората натрия:

{\displaystyle {\mathsf {Na[B(OH)_{4}]{\xrightarrow {300^{o}C}}NaBO_{2}+2H_{2}O}}}

## Физические свойства
Метаборат натрия образует бесцветные гигроскопические кристаллы тригональной сингонии, пространственная группа R 3c, параметры ячейки a = 1,1925 нм, c = 0,6439 нм, Z = 18.
Известна метастабильная модификация с температурой плавления 934°С.
Хорошо растворим в воде, легко образует пересыщенные растворы.
При кристаллизации из водных растворов с небольшим избытком гидроксида натрия образует кристаллогидраты:
- NaBO2•4H2O при температурах ниже 58 °С;
- NaBO2•2H2O при температурах 58—112 °C;
- NaBO2•½H2O при температурах выше 112°С и вплоть до температуры кипения насыщенного раствора — 120,2 °С;
- известны также кристаллогидраты NaBO2•H2O и Na3[B3O5(OH)2].

Гидрат NaBO2•½H2O можно обезводить путём нагрева до 306 °C.

## Химические свойства
- Холодная вода переводит анион BO2- в тетрагидроксо форму:

{\displaystyle {\mathsf {BO_{2}^{-}+2\ H_{2}O\ \rightleftarrows \ [B(OH)_{4}]^{-}}}}
- Разлагается в горячей воде:

{\displaystyle {\mathsf {4\ NaBO_{2}+H_{2}O\ {\xrightarrow {100^{o}C}}\ Na_{2}B_{4}O_{7}+2\ NaOH}}}
- Разлагается кислотами:

{\displaystyle {\mathsf {NaBO_{2}+H_{2}SO_{4}+H_{2}O\ {\xrightarrow {\ }}\ NaHSO_{4}+B(OH)_{3}}}}

## Применение
- В производстве боросиликатных стекол.
- Как компонент гербицидов и антифризов.

### В фотографии
В 1930-е годы фирма Kodak начала вводить метаборат натрия в состав проявителей под торговым именем кодалк вместо буры. Подобная замена позволяла более гибко регулировать щелочность при машинной обработке и помогает снизить образование пузырей в эмульсии при последующей обработке в кислых фиксажах. Рецепты, где бура была заменена кодалком содержали букву K в названии, идущую после буквы D (обозначавшую developer). Например, рецепт проявителя с бурой называется D-76, аналогичный рецепт с кодалком носит название DK-76. По щелочности метаборат натрия находится примерно между содой и бурой.